# 福雪
福雪（法語：Fossieux，法語發音：[fɔsjø]）是法国摩泽尔省的一个市镇，位于该省西南部，属于萨尔堡-萨兰堡区。

## 地理
福雪（48°51'5"N, 6°19'33"E）面积5.06 平方千米，位于法国大東部大區摩泽尔省，该省份为法国东北部内陆省份，是洛林的一部分，西南接默尔特-摩泽尔省，东临下莱茵省，北与卢森堡和德国接壤。
与福雪接壤的市镇（或旧市镇、城区）包括：阿尔赖埃和昂、阿容库尔、塞耶河畔欧努瓦、克兰库尔、塞耶河畔马洛库尔。

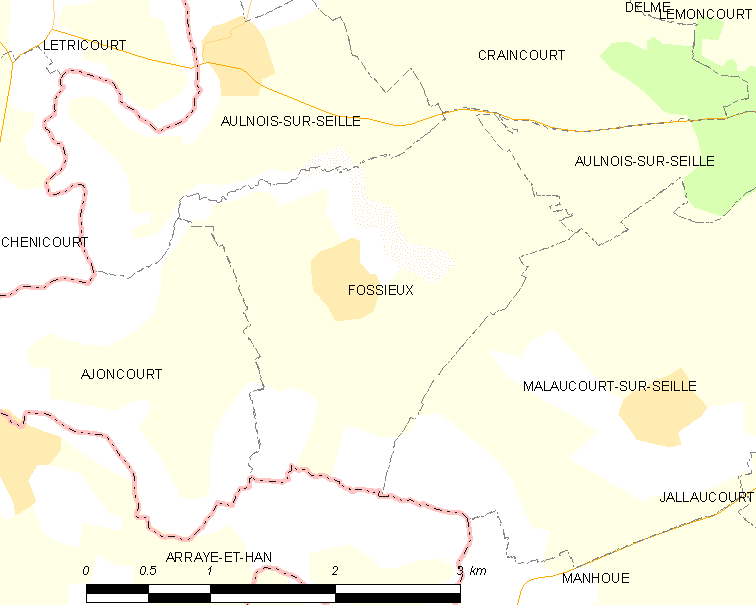
福雪的OSM定位图

福雪的时区为UTC+01:00、UTC+02:00（夏令时）。

## 行政
福雪的邮政编码为57590，INSEE市镇编码为57228。

## 政治
福雪所属的省级选区为索努瓦县。

## 人口

1962-2008年间福雪人口变化图示

福雪于2022年1月1日时的人口数量为186人。